# رغل بيضاوي الورق
رغل بيضاوي الورق (الاسم العلمي: Atriplex oblongifolia) هو نوع نباتي يتبع جنس الرغل من فصيلة القطيفية.